# Nordiska museets folkminnessamling

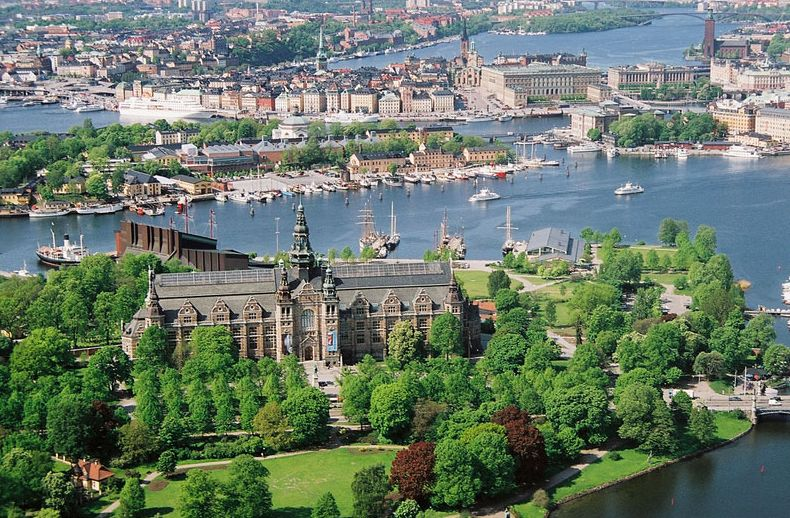
Nordiska museet

Nordiska museets folkminnessamling är en äldre benämning på den del av Nordiska museets arkiv som berör folkloristiska områden – folktro, sagor, sägner, traditioner, högtider, lekar, ordspråk, gåtor, visor med mera. Folkminnessamlingen (FMS) och Nordiska museets arkiv var under en period skilda verksamheter men på 1990-talet integrerades FMS och arkivet med varandra i gemensamma lokaler. 
Grunden till FMS lades av Nils Edvard Hammarstedt, som på uppdrag av Artur Hazelius dokumenterade och samlade in material om folkloristiska företeelser från början av 1890-talet och fram till sin pensionering 1928. Ett antal medarbetare, vilka på olika sätt bidrog till att bygga upp Nordiska museets folkloristiska profil, knöts med tiden till verksamheten bland andra Louise Hagberg, Nils Keyland, Albert Eskeröd, Gunnar Granberg och Mats Rehnberg. 
Vid mitten av 1940-talet initierade FMS dåvarande chef Carl-Herman Tillhagen ett stort projekt med att excerpera uppteckningsmaterialet. Projektet pågick i cirka trettio år och resulterade i en excerptkatalog med drygt en miljon kort, som dels är ämnesmässigt, dels topografiskt ordnad. Den ursprungliga tanken var att underlätta forskning i materialet. Istället för att gå igenom stora mängder originalmaterial skulle forskare kunna gå direkt till de områden de var intresserade av i excerptkatalogen. I excerptkatalogen finns även material från andra folkminnessamlingar i Sverige samt från litteratur och media. Som forskningsmetod har excerpter sedan länge spelat ut sin roll, i och med att medvetenheten om kontexten betydelse för förståelsen av källmaterial växt fram inom humanistisk forskning, men katalogen tjänar fortfarande som en lättöverskådlig ingång till det folkloristiska materialet i Nordiska museets arkiv. 
Bengt af Klintberg ledde arbetet vid FMS under en tid på 1970-talet och påbörjade bland annat insamling av urban folklore, vilket då var ett nytt område i svensk folkloristik. Mellan 1978 och 1995 ansvarade Ebbe Schön för museets folkloristiska verksamhet.